# Teściowie (film 2021)

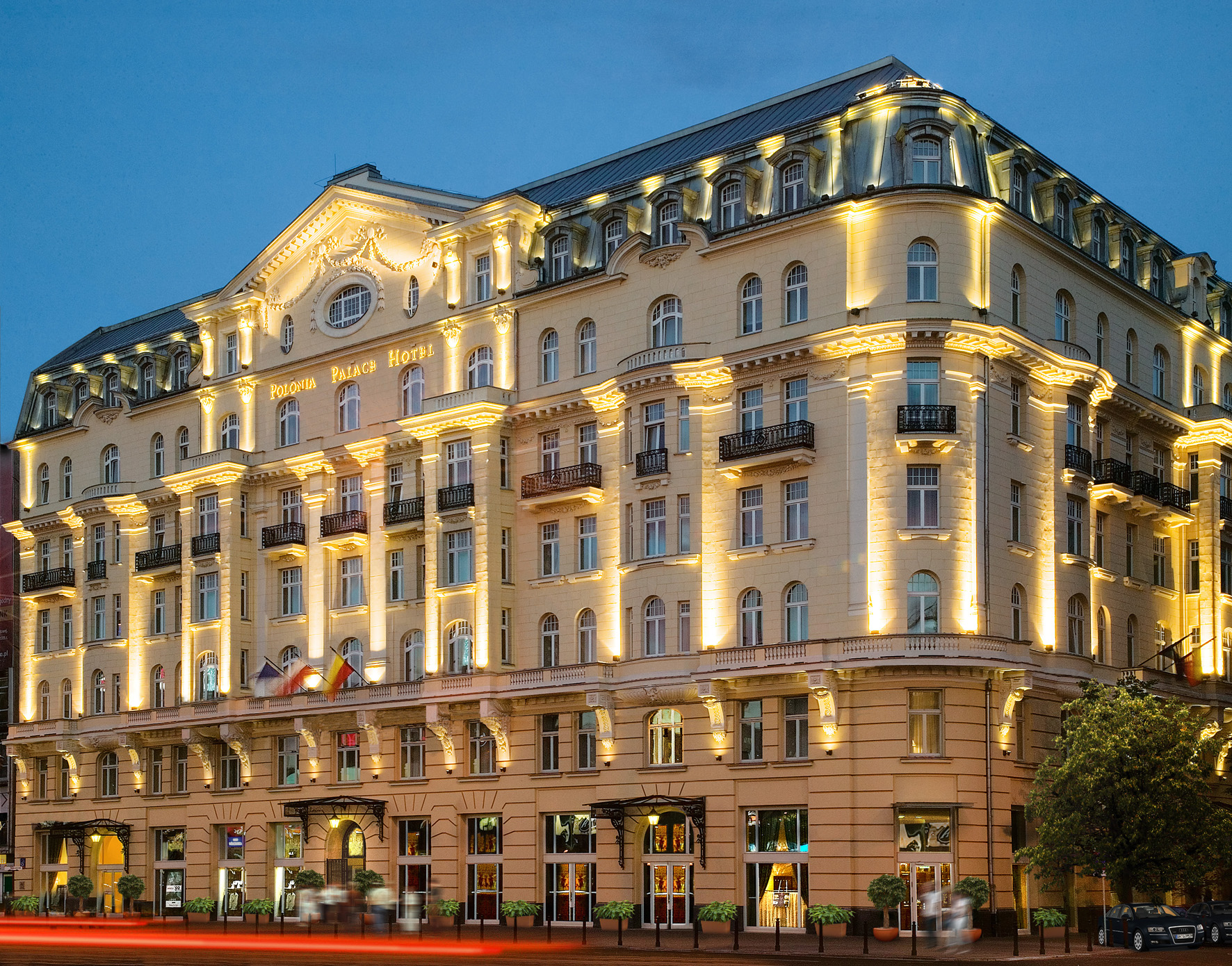
Hotel Polonia Palace w Warszawie, w którym zrealizowano zdjęcia do filmu

Teściowie – polska komedia z 2021 roku w reżyserii Jakuba Michalczuka, będąca jego pełnometrażowym debiutem. Cieszący się popularnością film doczekał się sequela pt. Teściowie 2 (2023).

## Fabuła
Pochodzący z bogatego domu Łukasz (Ignacy Martusewicz) planuje ślub z Weroniką (Katarzyna Chojnacka), jednak para w ostatniej chwili odwołuje ceremonię. Z powodu przybyłych z daleka gości uroczystość weselna odbywa się, ale brakuje na niej niedoszłych nowożeńców. Obecni są rodzice Łukasza (Marcin Dorociński i Maja Ostaszewska) oraz Weroniki (Izabela Kuna i Adam Woronowicz), którzy wzajemnie obarczają się winą za zaistniałą sytuację.

## Obsada
Źródło: FilmPolski.pl

- Marcin Dorociński − Andrzej Wilk, ojciec Łukasza
- Maja Ostaszewska − Małgorzata Wilk, matka Łukasza
- Izabela Kuna − Wanda Chrapek, matka Weroniki
- Adam Woronowicz − Tadeusz Chrapek, ojciec Weroniki
- Ewa Dałkowska − Maria Morawska, matka Małgorzaty
- Piotr Kaźmierczak − menedżer lokalu
- Monika Pikuła − Alusia Wilk, siostra Andrzeja
- Sebastian Perdek − kucharz
- Otar Saralidze − wodzirej
- Maciej Miszczak − ksiądz Sławek
- Jakub Guszkowski − kelner
- Karol Biskup − Grześ
- Barbara Garstka − druhna
- Antonina Jarnuszkiewicz − druhna
- Natalia Sierzputowska − druhna
- Izabela Celińska − Iwona Chrapek
- Joanna Chułek − Anna Chrapek
- Pola Dębkowska − Magda Chrapek
- Antoni Barłowski − Stefan Chrapek
- Kamil Dobrowolski − Rafał Chrapek
- Krzysztof Satała − Paweł Chrapek
- Paweł Ciołkosz − Tomasz Wilk, brat Andrzeja
- Miron Jagniewski − fotograf
- Aleksander Janiszewski − Michał Kopiczak
- Kamila Jarosińska − Zosia Zajdel
- Patrycja Kawecka − Marta Lipska
- Mateusz Król − Witek Bieńkowski
- Małgorzata Mikołajczak − Julita Wilk, żona Tomasza
- Marta Mikusek − Paula Kopiczak
- Anita Poddębniak − Hanna Kowal
- Olga Sarzyńska − Ola Macnar
- Paweł Tomaszewski − Marek Marzec
- Jakub Woźniak − Stanisław Zajdel
- Krzysztof Wrona − Maciej Lipski
- Katarzyna Chojnacka − Weronika Chrapek
- Ignacy Martusewicz − Łukasz Wilk
- Wojciech Baranowski − wokalista zespołu
- Filip Janowski − perkusista zespołu
- Wojciech Wierzba − basista zespołu
- Stanisław Plewniak − klawiszowiec zespołu
- Przemysław Kostrzewa − trębacz zespołu

## Produkcja
Zdjęcia plenerowe kręcono w Hotelu Polonia Palace w Warszawie.

## Nagrody
- Vancouver Polish Film Festival: 2021
  - Nagroda Publiczności w kategorii najlepszy film
- Nagroda Stowarzyszenia "Kina Polskie": 2021
  - Srebrny Bilet za frekwencję w kinach
- Camerimage: 2021
  - nominacja: Michał Englert do nagrody Złota Żaba[3]
- Polska Nagroda Filmowa: 2022
  - nominacja: Michał Englert w kategorii najlepsze zdjęcia
  - nominacja: Jakub Michalczuk za reżyserię w kategorii Odkrycie Roku
- Międzynarodowy Festiwal Kina Niezależnego Off Camera: 2022
  - Adam Woronowicz w kategorii najlepszy aktor
  - nominacja: Jakub Michalczuk[3]
- Ogólnopolski Festiwal Filmów Satyrycznych „Pyszadło”: 2022
  - Nagroda w kategorii najlepszy polski film pełnometrażowy
- Tiburon International Film Festival: 2022
  - Golden Reel Award w kategorii najlepsza komedia
- Nagroda Polskiego Instytutu Sztuki Filmowej: 2022
  - Maks Bereski w kategorii plakat filmowy